# 云南省古塔列表
本列表收录云南省现存建于1949年之前的塔。云南的古塔主要分布在滇池地区、洱海地区、西南边境的傣族聚居区。
| 名称                             | 名称                             | 位置 | 时代                                                                               | 功能分类   | 形制                                                       | 高度         | 文保等级 | 图片 |
| -------------------------------- | -------------------------------- | --- | ---------------------------------------------------------------------------------- | ---------- | ---------------------------------------------------------- | ------------ | -------- | ---- |
| 崇圣寺千寻塔（法界灵通明真乘塔） | 崇圣寺千寻塔（法界灵通明真乘塔） | 大理州大理市大理镇三文笔村崇圣寺三塔文化旅游区内 25°42′31″N 100°08′46″E / 25.70853°N 100.14620°E                                | 南诏                                                                               | 佛塔       | 十六级方形密檐式空心砖塔                                   | 69.13米      | 全国     |      |
| 佛图寺塔                         | 佛图寺塔                         | 大理州大理市太和街道荷花社区阳平村北佛图寺前 25°36′59.54″N 100°12′13.50″E / 25.6165389°N 100.2037500°E                          | 南诏劝丰佑时期                                                                     | 佛塔       | 十三级方形密檐式空心砖塔                                   | 30.7米       | 全国     |      |
| 旧州一塔（真济禅寺天平宝塔）     | 旧州一塔（真济禅寺天平宝塔）     | 大理州洱源县右所镇温水村委会元井村后山脚下 25°59′36″N 100°02′12″E / 25.99322°N 100.03675°E                                      | 南诏保和十二年（835年）                                                            | 佛塔       | 十一级方形密檐式实心砖塔                                   | 15.4米       | 省级     |      |
| 惠光寺塔（西寺塔）               | 惠光寺塔（西寺塔）               | 昆明市西山区东寺街104号 25°01′55″N 102°42′24″E / 25.03189°N 102.70668°E                                                         | 南诏天启十年（849年）始建，明弘治十六年（1503年）重修                              | 佛塔       | 十三级方形密檐式空心砖塔                                   | 35.54米      | 全国     |      |
| 常乐寺塔（东寺塔）               | 常乐寺塔（东寺塔）               | 昆明市西山区书林街南段 25°01′55″N 102°42′38″E / 25.03193°N 102.71056°E                                                          | 南诏天启二十年（859年）始建，清光绪九年（1883年）重建                              | 佛塔       | 十三级方形密檐式空心砖塔                                   | 40.57米      | 全国     |      |
| 大姚白塔                         | 大姚白塔                         | 楚雄州大姚县金碧镇宝筏山顶，白塔公园内 25°43′37.0″N 101°18′53.2″E / 25.726944°N 101.314778°E                                    | 南诏                                                                               | 佛塔       | 覆钵式（另说无缝塔）空心砖塔                               | 15.55米      | 全国     |      |
| 梅城石塔                         | 梅城石塔                         | 大理州洱源县三营镇梅城村金鳌山 26°12′02″N 99°57′23″E / 26.20054°N 99.95652°E                                                    | 南诏                                                                               | 佛塔       | 一座大塔两座小塔，以天然石灰岩开凿而成，大塔六级，小塔三级 | 76米（大塔） | 县级     |      |
| 弘圣寺塔                         | 弘圣寺塔                         | 大理州大理市大理镇大理古城西南一塔公园内 25°41′17.45″N 100°9′19.58″E / 25.6881806°N 100.1554389°E                               | 大理国                                                                             | 佛塔       | 十六级方形密檐式空心砖塔                                   | 43.87米      | 全国     |      |
| 崇圣寺南塔                       | 崇圣寺南塔                       | 大理州大理市大理镇三文笔村崇圣寺三塔文化旅游区内 25°42′29″N 100°08′45″E / 25.70800°N 100.14588°E                                | 大理国                                                                             | 佛塔       | 十级八边形楼阁式（另说密檐式）空心砖塔                     | 42.19米      | 全国     |      |
| 崇圣寺北塔                       | 崇圣寺北塔                       | 大理州大理市大理镇三文笔村崇圣寺三塔文化旅游区内 25°42′32″N 100°08′44″E / 25.70881°N 100.14557°E                                | 大理国                                                                             | 佛塔       | 十级八边形楼阁式（另说密檐式）空心砖塔                     | 42.19米      | 全国     |      |
| 水目寺塔                         | 水目寺塔                         | 大理州祥云县云南驿镇水目山水目寺 25°22′12″N 100°37′11″E / 25.37008°N 100.61969°E                                                | 大理国                                                                             | 佛塔       | 十五级方形密檐式实心砖塔                                   | 18.17米      | 全国     |      |
| 水目山塔林                       | 水目山塔林                       | 大理州祥云县云南驿镇水目山 25°22′25″N 100°37′13″E / 25.37368°N 100.62023°E                                                      | 大理国至明                                                                         | 墓塔       | 共72座                                                     | —            | 全国     |      |
| 筇竹寺墓塔                       | 筇竹寺墓塔                       | 昆明市五华区黑林铺街道玉案山山腹筇竹寺西面山坡上                                                                                | 元至民国                                                                           | 墓塔       | 共20座                                                     | —            | 全国     |      |
| 妙湛寺东塔                       | 妙湛寺东塔                       | 昆明市官渡区官渡街道螺峰村妙湛寺前 24°57′37″N 102°45′20″E / 24.96033°N 102.75546°E                                              | 元泰定年间                                                                         | 佛塔       | 十三级方形密檐式实心砖塔                                   | 17.5米       | 市级     |      |
| 华亭寺舍利塔                     | 华亭寺舍利塔                     | 昆明市西山区碧鸡街道西山森林公园华亭寺内                                                                                        | 元至清                                                                             | 墓塔       | 共9座，覆钵式石塔                                          | —            |          |      |
| 钟灵山塔林                       | 钟灵山塔林                       | 昆明市寻甸县塘子街道钟灵社区钟灵山 25°26′13″N 103°19′52″E / 25.43687°N 103.33105°E                                              | 元至清                                                                             | 墓塔       | 共39座，覆钵式石塔                                         | —            | 市级     |      |
| 大觉寺千佛塔（诸佛宝塔）         | 大觉寺千佛塔（诸佛宝塔）         | 曲靖市陆良县中枢街道真理街107号大觉寺内 25°01′27″N 103°39′57″E / 25.02428°N 103.66593°E                                         | 元始建，明万历重修                                                                 | 佛塔       | 七级六边形密檐式实心砖塔                                   | 17.79米      | 全国     |      |
| 大德寺双塔                       | 东塔                             | 昆明市五华区护国街道华山东路43号（云南省畜牧局职工宿舍院内） 25°02′56″N 102°42′40″E / 25.04899°N 102.71119°E                    | 明成化五年（1469年）                                                               | 佛塔       | 十三级方形密檐式实心砖塔                                   | 22.5米       | 省级     |      |
| 大德寺双塔                       | 西塔                             | 昆明市五华区护国街道华山东路43号（云南省畜牧局职工宿舍院内） 25°02′56″N 102°42′40″E / 25.04899°N 102.71119°E                    | 明成化五年（1469年）                                                               | 佛塔       | 十三级方形密檐式实心砖塔                                   | 22.5米       | 省级     |      |
| 妙湛寺金刚塔                     | 妙湛寺金刚塔                     | 昆明市官渡区官渡街道官渡古镇老街旁，妙湛寺前 24°57′35″N 102°45′21″E / 24.95975°N 102.75572°E                                    | 明天顺二年（1458年）建，清康熙三十五年（1696年）重修                               | 佛塔       | 金刚宝座式塔（含主塔及4小塔），塔身为覆钵式                | 16.05米      | 全国     |      |
| 金马寺塔                         | 金马寺塔                         | 昆明市官渡区金马街道金马社区金马山麓金马寺内 25°02′23″N 102°44′47″E / 25.03982°N 102.74643°E                                    | 明正统八年（1443年）                                                               | 佛塔       | 十三级方形密檐式实心砖塔                                   | 24米         | 省级     |      |
| 法明寺塔                         | 法明寺塔                         | 昆明市宜良县匡远街道寿山路56号法明寺内 24°55′01″N 103°08′45″E / 24.91699°N 103.14578°E                                          | 南诏始建，明万历重修                                                               | 佛塔       | 十六级方形密檐式实心砖塔                                   | 22.6米       | 省级     |      |
| 北川塔                           | 北川塔                           | 大理州大理市满江街道石龙村委会（大理水泥集团西南侧） 25°37′45″N 100°17′27″E / 25.629150°N 100.290734°E                          | 明始建，清雍正五年（1727年）重修                                                   | 风水塔     | 七级方形密檐式空心砖石塔                                   | 17.6米       | 市级     |      |
| 日本四僧塔                       | 日本四僧塔                       | 大理州大理市大理镇天龙八部影视城内 25°40′57.14″N 100°8′55.79″E / 25.6825389°N 100.1488306°E                                     | 明                                                                                 | 墓塔       | 六边形须弥座覆钵式石塔                                     | 5.3米        | 省级     |      |
| 九鼎寺南北塔                     | 南塔                             | 大理州祥云县祥城镇茨坪村九鼎寺 25°32′20″N 100°30′30″E / 25.53893°N 100.50846°E                                                  | 明嘉靖十九年（1541年）                                                             | 佛塔       | 七级方形密檐式实心砖塔                                     | 9.1米        | 市级     |      |
| 九鼎寺南北塔                     | 北塔                             | 大理州祥云县祥城镇茨坪村九鼎寺 25°32′20″N 100°30′30″E / 25.53893°N 100.50846°E                                                  | 明嘉靖二十六年（1547年）                                                           | 佛塔       | 六级六边形密檐式实心砖塔                                   | 7.2米        | 市级     |      |
| 九鼎寺和尚墓塔                   | 南塔                             | 大理州祥云县祥城镇茨坪村九鼎寺                                                                                                  | 明                                                                                 | 墓塔       | 六边须弥座覆钵式石塔                                       |              |          |      |
| 九鼎寺和尚墓塔                   | 北塔                             | 大理州祥云县祥城镇茨坪村九鼎寺                                                                                                  | 明                                                                                 | 墓塔       | 方形须弥座覆钵式石塔                                       | 3米          |          |      |
| 饮光双塔                         | 东塔                             | 大理州宾川县鸡足山镇沙址村委会鸡足山铜佛殿西侧约100米处，华首门太子阁前东西两侧 25°58′21″N 100°21′33″E / 25.97255°N 100.35919°E | 明万历二十七年（1599年）                                                           | 佛塔       | 五级方形密檐式实心砖塔                                     | 6米          | 县级     |      |
| 饮光双塔                         | 西塔                             | 大理州宾川县鸡足山镇沙址村委会鸡足山铜佛殿西侧约100米处，华首门太子阁前东西两侧 25°58′21″N 100°21′33″E / 25.97255°N 100.35919°E | 明万历二十七年（1599年）                                                           | 佛塔       | 五级方形密檐式实心砖塔                                     | 6米          | 县级     |      |
| 鸡足山墓塔群                     | 鸡足山墓塔群                     | 大理州宾川县鸡足山镇沙址村委会鸡足山                                                                                            | 明、清                                                                             | 墓塔       | 覆钵式塔                                                   | —            | 市级     |      |
| 回龙山塔                         | 回龙山塔                         | 大理州弥渡县弥城镇回龙山北端弥渡一中内 25°21′02″N 100°29′34″E / 25.35068°N 100.49279°E                                          | 明天启年间                                                                         | 风水塔     | 十一级六边形密檐式实心砖塔                                 | 16米         | 市级     |      |
| 圆觉寺双塔                       | 东塔                             | 大理州巍山县南诏镇灵应山圆觉寺 25°13′35″N 100°20′02″E / 25.22640°N 100.33376°E                                                  | 明成化十四年（1478年）                                                             | 佛塔       | 九级方形密檐式实心砖塔                                     | 20米         | 省级     |      |
| 圆觉寺双塔                       | 西塔                             | 大理州巍山县南诏镇灵应山圆觉寺 25°13′35″N 100°20′02″E / 25.22640°N 100.33376°E                                                  | 明成化十四年（1478年）                                                             | 佛塔       | 九级方形密檐式实心砖塔                                     | 20米         | 省级     |      |
| 等觉寺双塔                       | 东塔                             | 大理州巍山县南诏镇后所街32号等觉寺大门外 25°13′54″N 100°18′35″E / 25.23168°N 100.30972°E                                        | 明成化十四年（1478年）始建，2014年重修                                             | 佛塔       | 九级方形密檐式实心砖塔                                     | 15米         | 全国     |      |
| 等觉寺双塔                       | 西塔                             | 大理州巍山县南诏镇后所街32号等觉寺大门外 25°13′54″N 100°18′35″E / 25.23168°N 100.30972°E                                        | 明成化十四年（1478年）始建，2014年重修                                             | 佛塔       | 九级方形密檐式实心砖塔                                     | 15米         | 全国     |      |
| 金华山石塔                       | 金华山石塔                       | 大理州剑川县金华镇文华村金华山金华寺正门东侧 26°31′52″N 99°52′50″E / 26.53102°N 99.88043°E                                      | 明始建，清光绪二年（1876年）重修                                                   | 佛塔       | 六级方形密檐式实心石塔                                     | 6米          | 县级     |      |
| 金华寺小石塔                     | 金华寺小石塔                     | 大理州剑川县金华镇文华村金华山金华寺观音殿右侧一巨石顶上                                                                        | 明                                                                                 | 佛塔       | 三级方形实心石塔                                           | 2米          |          |      |
| 文风塔                           | 文风塔                           | 大理州剑川县金华镇文华村金华山北峰 26°32′15″N 99°52′37″E / 26.53750°N 99.87701°E                                                | 明始建                                                                             | 风水塔     | 九级方形密檐式石塔                                         | 17.82米      |          |      |
| 宝相寺石塔                       | 宝相寺石塔                       | 大理州剑川县金华镇桃源村石宝山佛顶山宝相寺后崖石壁间                                                                            | 明嘉靖年间                                                                         | 佛塔       | 三级方形密檐式实心石塔                                     | 4米          | 省级     |      |
| 求仁甸塔                         | 求仁甸塔                         | 大理州剑川县马登镇马登街北公路西侧                                                                                              | 明                                                                                 | 风水塔     | 五级方形密檐式石塔                                         | 5米          |          |      |
| 文笔塔（母猪龙塔）               | 文笔塔（母猪龙塔）               | 大理州鹤庆县金墩乡邑头村委会西的豸角山上 26°28′54″N 100°10′04″E / 26.48157°N 100.16766°E                                        | 明隆庆年间                                                                         | 风水塔     | 九级方形密檐式实心砖塔                                     | 18.86米      | 市级     |      |
| 塔冲塔                           | 塔冲塔                           | 大理州鹤庆县金墩乡积德村 26°30′35″N 100°10′07″E / 26.50984°N 100.16852°E                                                        | 明                                                                                 | 风水塔     | 六角须弥座磬锤式空心砖塔                                   | 5米          |          |      |
| 永安塔（乐秋塔）                 | 永安塔（乐秋塔）                 | 大理州南涧县乐秋乡乐秋村委会瓦午村脚乐秋大河永安桥东小庙北侧约5米处的岩石上 24°57′41″N 100°21′00″E / 24.96146°N 100.35000°E     | 明末                                                                               | 风水塔     | 五级方形密檐式实心砖塔                                     | 2.5米        | 市级     |      |
| 虎街塔                           | 虎街塔                           | 大理州南涧县宝华镇虎街村的茶马古道旁山坡上                                                                                      | 明                                                                                 | 风水塔     | 方形密檐式实心砖塔                                         |              |          |      |
| 姚安文峰塔                       | 姚安文峰塔                       | 楚雄州姚安县太平镇百石地村委会 25°26′53.23″N 101°15′11.05″E / 25.4481194°N 101.2530694°E                                        | 明隆庆三年（1569年）始建，明万历年二十四年（1596年）重建，清嘉庆八年（1803年）改建 | 风水塔     | 九级六边形密檐式空心砖塔                                   | 29.37米      | 省级     |      |
| 大姚文笔塔                       | 大姚文笔塔                       | 楚雄州大姚县金碧镇仓西村文笔山顶 25°42′44″N 101°19′45″E / 25.71233°N 101.32914°E                                                | 明万历始建，清光绪重建                                                             | 风水塔     | 七级六边形密檐式空心砖塔                                   | 15米         | 市级     |      |
| 牟定白塔（文龙塔）               | 牟定白塔（文龙塔）               | 楚雄州牟定县共和镇代冲村委会白塔小学校园内 25°20′00″N 101°31′51″E / 25.33324°N 101.53094°E                                      | 明天顺元年（1457年）始建                                                           | 风水塔     | 九级方形密檐式实心砖塔                                     | 13米         | 市级     |      |
| 武定白塔（文笔塔）               | 武定白塔（文笔塔）               | 楚雄州武定县狮山镇香水社区白塔山山顶 25°30′03″N 102°27′39″E / 25.50081°N 102.46097°E                                            | 明正统三年（1438年）                                                               | 风水塔     | 七级方形密檐式实心砖石塔                                   | 19.2米       | 市级     |      |
| 九溪山和尚塔                     | 九溪山和尚塔                     | 红河州泸西县永宁乡笼册村委会九溪村九溪山                                                                                        | 明                                                                                 | 墓塔       | 覆钵式实心石塔                                             | 3.26米       | 县级     |      |
| 太华寺舍利塔林                   | 太华寺舍利塔林                   | 昆明市西山区碧鸡街道西山森林公园太华寺内 24°57′53″N 102°37′40″E / 24.96474°N 102.62776°E                                        | 清康熙至乾隆                                                                       | 墓塔       | 共7座，覆钵式等石塔                                        | —            |          |      |
| 五老山定风塔                     | 五老山定风塔                     | 昆明市盘龙区黑龙潭公园五老山 25°08′37″N 102°44′54″E / 25.14374°N 102.74841°E                                                    | 清咸丰二年（1852年）                                                               | 风水塔     | 七级八边形密檐式实心石塔                                   | 13米         |          |      |
| 祝国寺和尚塔                     | 祝国寺和尚塔                     | 昆明市东川区 | 清                                                                                 | 墓塔       |                                                            | —            | 县级     |      |
| 天乙庵石塔                       | 天乙庵石塔                       | 昆明市宜良县马街镇裴家营村 25°11′24″N 103°13′13″E / 25.18987°N 103.22029°E                                                      | 不详                                                                               | 佛塔       | 二层六边形楼阁式石塔                                       | 4.5米        | 县级     |      |
| 启文塔                           | 启文塔                           | 昆明市宜良县匡远街道七星村文笔山 24°54′14″N 103°13′38″E / 24.90388°N 103.22720°E                                                | 清光绪十五年（1889年）                                                             | 风水塔     | 六级方形密檐式实心砖塔                                     | 10.78米      | 县级     |      |
| 石林文笔塔                       | 石林文笔塔                       | 昆明市石林县鹿阜街道冒水洞村委会文笔山（即阿子龙山）山顶 24°41′22″N 103°20′24″E / 24.68938°N 103.34000°E                        | 清光绪二十二年（1896年）                                                           | 风水塔     | 圆锥形石塔                                                 | 21.3米       | 县级     |      |
| 阳和塔（聚龙宝塔）               | 阳和塔（聚龙宝塔）               | 大理州大理市大理镇阳和村委会中阳和村东侧 25°40′23″N 100°10′31″E / 25.673039°N 100.175187°E                                      | 清嘉庆十九年（1814年）始建，民国九年（1920年）重修                                 | 风水塔     | 十一级方形密檐式空心石塔                                   | 19米         | 县级     |      |
| 巍山文笔塔（白塔）               | 巍山文笔塔（白塔）               | 大理州巍山县南诏镇文笔村 25°12′49″N 100°18′41″E / 25.21374°N 100.31126°E                                                        | 清乾隆五十二年（1787年）                                                           | 风水塔     | 九级方形密檐式空心砖塔                                     | 30米         | 市级     |      |
| 封川塔                           | 封川塔                           | 大理州巍山县巍宝山乡建设村委会洗澡塘村封川山顶 25°10′01″N 100°19′30″E / 25.16691°N 100.32499°E                                  | 清咸丰四年（1854年）                                                               | 风水塔     | 七级截角方形（不等边八边形）密檐式空心砖塔                 | 30米         | 县级     |      |
| 江顶寺和尚塔                     | 江顶寺和尚塔                     | 大理州永平县杉阳镇岩洞村委会江顶寺东300米                                                                                       | 清乾隆十一年（1746年）                                                             | 墓塔       | 六边形须弥座覆钵式砖塔                                     | 3米          | 县级     |      |
| 云龙秀峰塔                       | 云龙秀峰塔                       | 大理州云龙县宝丰乡东面山顶 | 明始建，清道光二十二年（1842年）重修                                               | 风水塔     | 六级（另说七级）圆柱体实心石塔                             | 6.31米       | 市级     |      |
| 文笔塔                           | 文笔塔                           | 大理州云龙县诺邓镇石门社区黄龙山 25°53′09″N 99°21′47″E / 25.88573°N 99.36312°E                                                  | 清道光年间始建，1998年重修                                                         | 风水塔     | 七级方形密檐式塔                                           | 15.1米       | 县级     |      |
| 镇蝗塔                           | 镇蝗塔                           | 大理州洱源县凤羽镇凤河村东天马山腰 26°00′28″N 99°58′20″E / 26.00766°N 99.97213°E                                                | 传后晋天福元年（936年）始建，元、清康熙重修                                        | 风水塔     | 方锥体状实心石塔                                           | 13.3米       | 县级     |      |
| 象鼻塔                           | 象鼻塔                           | 大理州洱源县邓川镇旧州村象鼻山 25°59′10″N 100°02′01″E / 25.98599°N 100.03372°E                                                  | 清光绪十三年（1887年）                                                             | 风水塔     | 八级（另说七级）方形密檐式实心砖塔                         | 12米         | 省级     |      |
| 制风塔                           | 制风塔                           | 大理州洱源县右所镇温水村委会元井村西山麓 25°59′40″N 100°01′39″E / 25.99443°N 100.02739°E                                        | 清光绪十一年（1885年）                                                             | 风水塔     | 十二级方形密檐式（另说实心）砖塔                           | 17米         | 省级     |      |
| 巡检塔（镇水塔）                 | 巡检塔（镇水塔）                 | 大理州洱源县茈碧湖镇巡检村塔盘山上 26°05′50″N 100°00′23″E / 26.09722°N 100.00644°E                                              | 清嘉庆十三年（1808年）                                                             | 风水塔     | 九级方形密檐式实心砖塔                                     | 10米         | 县级     |      |
| 留佛双塔                         | 南塔                             | 大理州洱源县凤羽镇凤翔村委会凤翔村大官路两侧 25°59′35″N 99°55′57″E / 25.99303°N 99.93259°E                                      | 清末                                                                               | 风水塔     | 八边须弥座覆钵式石塔                                       | 5.2米        | 省级     |      |
| 留佛双塔                         | 北塔                             | 大理州洱源县凤羽镇凤翔村委会凤翔村大官路两侧 25°59′35″N 99°55′57″E / 25.99303°N 99.93259°E                                      | 清末                                                                               | 风水塔     | 八边须弥座覆钵式石塔                                       | 6米          | 省级     |      |
| 凤翔镇水塔                       | 凤翔镇水塔                       | 大理州洱源县凤羽镇凤翔村委会凤翔村白石江畔 25°59′41″N 99°55′30″E / 25.99466°N 99.92512°E                                        | 清末                                                                               | 风水塔     | 三级（另说四级）方形密檐式实心石塔                         | 9米          | 省级     |      |
| 凤羽文笔塔                       | 凤羽文笔塔                       | 大理州洱源县凤羽镇东山腰 | 清                                                                                 | 风水塔     | 单层方碑式实心石塔                                         | 5米          |          |      |
| 马甲诸宝塔                       | 马甲诸宝塔                       | 大理州洱源县凤羽镇马甲村东山山脚 25°59′03″N 99°57′57″E / 25.98425°N 99.96586°E                                                  | 清                                                                                 | 风水塔     | 单层方碑式实心石塔                                         | 5米          |          |      |
| 迎佛双塔                         | 迎佛双塔                         | 大理州洱源县凤羽镇帝释山 | 元始建                                                                             |            | 三级圆形实心砖石塔                                         | 6米          | 省级     |      |
| 帝释山智慧塔                     | 帝释山智慧塔                     | 大理州洱源县凤羽镇帝释山山脚灵山寺前                                                                                            | 不详                                                                               |            | 十一级方形实心砖石塔                                       | 9米          |          |      |
| 帝释山和尚墓塔                   | 帝释山和尚墓塔                   | 大理州洱源县凤羽镇帝释山 | 清                                                                                 | 墓塔       | 六边形须弥座覆钵式石塔                                     | 1.8米        |          |      |
| 帝释山石塔                       | 帝释山石塔                       | 大理州洱源县凤羽镇帝释山 | 清                                                                                 |            | 七级圆柱体密檐式实心石塔                                   | 3.8米        |          |      |
| 映月宝塔（石明月塔）             | 映月宝塔（石明月塔）             | 大理州洱源县炼铁乡新庄村东面罗坪山腰石明月对面 26°01′03″N 99°48′10″E / 26.01748°N 99.80280°E                                    | 清康熙始建，民国十八年（1929年）重修                                               | 风水塔     | 三级六边形密檐式实心石塔                                   | 5米          |          |      |
| 彩云岗石塔                       | 彩云岗石塔                       | 大理州剑川县沙溪镇东南村东南彩云岗 26°18′13″N 99°51′06″E / 26.30357°N 99.85171°E                                                | 南明永历始建，清康熙重修                                                           | 风水塔     | 九级方形密檐式实心石塔                                     | 13.8米       | 县级     |      |
| 满贤林石塔                       | 满贤林石塔                       | 大理州剑川县金华镇西门社区千狮山满贤林景区内 26°32′21″N 99°52′47″E / 26.53911°N 99.87971°E                                      | 清康熙九年（1670年）                                                               | 风水塔     | 四级方形密檐式实心石塔                                     | 5米          | 县级     |      |
| 灵宝塔                           | 灵宝塔                           | 大理州剑川县金华镇西门社区景风公园内 26°32′15″N 99°53′52″E / 26.53752°N 99.89767°E                                              | 明始建，清乾隆四十七年（1782年）重修                                               | 风水塔     | 九级方形密檐式空心砖塔                                     | 15米         | 全国     |      |
| 崇文塔                           | 崇文塔                           | 大理州剑川县甸南镇白坛神庙旁 | 清始建                                                                             | 风水塔     | 七级方形密檐式石塔                                         | 12.8米       |          |      |
| 海云居墓塔                       | 海云居墓塔                       | 大理州剑川县甸南镇桃源村石宝山石伞山                                                                                            | 清康熙二十五年（1696年）                                                           | 墓塔       | 金刚宝塔式                                                 | 4.27米       | 市级     |      |
| 楚雄雁塔                         | 楚雄雁塔                         | 楚雄州楚雄市楚雄师院老校区内 23°59′2.08″N 105°3′9.58″E / 23.9839111°N 105.0526611°E                                             | 明嘉靖三十三年（1554年）始建，清康熙四十五年（1706年）重建                         | 风水塔     | 七级方形密檐式实心砖塔                                     | 17.70米      | 省级     |      |
| 紫顶寺塔林                       | 紫顶寺塔林                       | 楚雄州楚雄市紫溪山风景区紫顶寺东、西两侧 25°00′12″N 101°25′14″E / 25.00327°N 101.42045°E                                        | 清                                                                                 | 墓塔       | 东塔林共4座，仅存海会塔；西塔林（祖师塔林）共9座           | —            | 市级     |      |
| 禄丰文笔塔                       | 禄丰文笔塔                       | 楚雄州禄丰市金山镇新河社区白家洼村后的挂榜山山顶 25°07′47″N 102°05′36″E / 25.12977°N 102.09322°E                                | 清光绪元年（1875年）                                                               | 风水塔     | 十四级方形密檐式实心石塔                                   | 28.23米      | 县级     |      |
| 元永井文笔塔                     | 元永井文笔塔                     | 楚雄州禄丰市一平浪镇元永井村委会灵鹫山 25°16′30″N 101°54′02″E / 25.27508°N 101.90069°E                                          | 清光绪年间                                                                         | 风水塔     | 九级方形密檐式实心砖石塔                                   | 13.87米      | 县级     |      |
| 灵鹫山塔林                       | 灵鹫山塔林                       | 楚雄州禄丰市一平浪镇三村村委会灵鹫山 25°16′06″N 101°54′11″E / 25.26826°N 101.90306°E                                            | 清                                                                                 | 墓塔       | 15座，覆钵式石塔                                           | —            | 县级     |      |
| 起凤塔（广通文笔塔）             | 起凤塔（广通文笔塔）             | 楚雄州禄丰市广通镇七屯村委会文笔山东 25°09′06″N 101°45′02″E / 25.15156°N 101.75064°E                                            | 清乾隆四十八年（1783年）                                                           | 风水塔     | 九级方形密檐式实心砖塔                                     | 19米         | 市级     |      |
| 黑井文笔塔                       | 黑井文笔塔                       | 楚雄州禄丰市黑井镇黑井村委会玉碧山上 25°22′22″N 101°44′59″E / 25.37277°N 101.74963°E                                            | 清未                                                                               | 风水塔     | 九级方形密檐式实心石塔                                     | 15.5米       | 县级     |      |
| 摆衣汉文笔塔                     | 摆衣汉文笔塔                     | 楚雄州禄丰市黑井镇三合村委会摆衣巷村小组大田中 25°21′43″N 101°44′32″E / 25.36181°N 101.74212°E                                  | 清道光年间                                                                         | 风水塔     | 九级方形密檐式空心石塔                                     | 14.5米       | 县级     |      |
| 华峰山塔林                       | 华峰山塔林                       | 楚雄州牟定县凤屯镇田丰村委会磨刀河村华峰山原雪梅庵遗址 25°13′11″N 101°29′42″E / 25.21972°N 101.49500°E                          | 清乾隆、咸丰年间                                                                   | 墓塔       | 共15座，覆钵式石塔                                         | —            | 市级     |      |
| 牟定南塔（文明塔）               | 牟定南塔（文明塔）               | 楚雄州牟定县共和镇散花村委会罗旗屯村后磨盘山顶 25°17′04″N 101°34′16″E / 25.28436°N 101.57109°E                                  | 清光绪十九年（1893年）                                                             | 风水塔     | 八级方形密檐式实心砖塔                                     | 18.8米       | 县级     |      |
| 化佛山三佛塔                     | 无住禅师衣钵塔                   | 楚雄州牟定县共和镇庆丰村委会化佛山归元寺后 25°19′34″N 101°25′30″E / 25.32611°N 101.42500°E                                      | 明、清                                                                             | 墓塔       | 六边形须弥座覆钵式塔                                       | 3.6米        | 县级     |      |
| 化佛山三佛塔                     | 水目山非相禅师发爪之塔           | 楚雄州牟定县共和镇庆丰村委会化佛山归元寺后 25°19′34″N 101°25′30″E / 25.32611°N 101.42500°E                                      | 明、清                                                                             | 墓塔       | 六边形须弥座覆钵式塔                                       |              | 县级     |      |
| 化佛山三佛塔                     | 洪如之徒普睿寿塔                 | 楚雄州牟定县共和镇庆丰村委会化佛山归元寺后 25°19′34″N 101°25′30″E / 25.32611°N 101.42500°E                                      | 明、清                                                                             | 墓塔       | 六边形须弥座覆钵式塔                                       |              | 县级     |      |
| 见性寺和尚塔                     | 见性寺和尚塔                     | 楚雄州南华县龙川镇大智阁村委会兴隆坝北侧 25°15′36″N 101°17′23″E / 25.25998°N 101.28972°E                                        | 清康熙十六年（1677年）                                                             | 墓塔       | 覆钵式石塔                                                 | 3米          | 县级     |      |
| 蟠龙寺和尚塔                     | 蟠龙寺和尚塔                     | 楚雄州南华县龙川镇蟠龙村委会大村蟠龙寺遗址西1千米 25°17′13″N 101°16′04″E / 25.28699°N 101.26775°E                               | 不详                                                                               | 墓塔       | 共2座，二层六边形攒尖顶亭阁式石塔                          | 4米          | 县级     |      |
| 文星塔                           | 文星塔                           | 楚雄州姚安县官屯乡官屯村委会洋派村后稽肃山山腰上                                                                                | 清道光二十三年（1843年）                                                           | 风水塔     | 四级六边形石塔                                             | 3.3米        | 县级     |      |
| 锁水塔                           | 锁水塔                           | 楚雄州大姚县金碧镇李湾村鲤鱼山 25°43′17″N 101°20′44″E / 25.72134°N 101.34563°E                                                  | 明万历始建，清重建                                                                 | 风水塔     | 九级六边形密檐式空心砖塔                                   | 18.8米       | 市级     |      |
| 石羊南塔                         | 石羊南塔                         | 楚雄州大姚县石羊镇文联村委会猪头山 25°50′49″N 101°06′13″E / 25.84708°N 101.10374°E                                              | 清康熙五十一年（1712年）                                                           | 风水塔     | 七级方形密檐式空心砖塔                                     | 14.6米       | 市级     |      |
| 石羊北塔（文笔塔）               | 石羊北塔（文笔塔）               | 楚雄州大姚县石羊镇北关象岭山 25°51′54″N 101°05′33″E / 25.86513°N 101.09255°E                                                    | 清康熙五十一年（1712年）                                                           | 风水塔     | 七级方形密檐式空心砖塔                                     | 8米          | 县级     |      |
| 静德寺墓塔                       | 静德寺墓塔                       | 楚雄州永仁县永定镇方山 | 清                                                                                 | 墓塔       | 磬锤状石塔                                                 | 2.6米        |          |      |
| 正续禅寺墓塔群                   | 正续禅寺墓塔群                   | 楚雄州武定县狮山镇狮子山风景区                                                                                                  | 清                                                                                 | 墓塔       |                                                            | —            | 县级     |      |
| 玉溪红塔                         | 玉溪红塔                         | 玉溪市红塔区凤凰街道瓦窑社区瓦窑村东的红塔山上 24°20′23.68″N 102°33′38.45″E / 24.3399111°N 102.5606806°E                        | 清道光十九年（1839年）                                                             | 风水塔     | 七级八边形密檐式实心石塔                                   | 25.09米      | 省级     |      |
| 大西山文秀塔                     | 大西山文秀塔                     | 玉溪市通海县四街镇者湾村大西山顶 24°11′48″N 102°40′39″E / 24.19671°N 102.67763°E                                                | 清道光六年（1826年）                                                               | 风水塔     | 六级六边形密檐式石塔                                       | 16.5米       | 县级     |      |
| 文运新开塔                       | 文运新开塔                       | 玉溪市通海县河西镇清水河村委会松山山顶                                                                                          | 清嘉庆年间                                                                         | 风水塔     | 方锥形石塔                                                 | 7.4米        | 未定级   |      |
| 黄龙山锁水塔                     | 黄龙山锁水塔                     | 玉溪市华宁县宁州街道黄龙山西麓 24°12′0.29″N 102°56′41.14″E / 24.2000806°N 102.9447611°E                                         | 元至正始建，清嘉庆十五年（1810年）重修                                             | 风水塔     | 七级方形密檐式实心砖塔                                     | 16米         | 省级     |      |
| 元江白塔                         | 元江白塔                         | 玉溪市元江县澧江街道龙潭村委会者嘎村 23°32′51″N 102°03′25″E / 23.54749°N 102.05694°E                                            | 清康熙年间                                                                         | 风水塔     | 七级方形密檐式实心砖塔                                     | 20.77米      | 市级     |      |
| 终南山塔林                       | 终南山塔林                       | 曲靖市陆良县马街镇杜旗堡社区终南山 24°53′57″N 103°41′57″E / 24.89914°N 103.69914°E                                              | 清、民国                                                                           | 墓塔       | 共7座                                                      | —            | 市级     |      |
| 三官楼石塔                       | 三官楼石塔                       | 昭通市盐津县豆沙镇石门村 28°02′10″N 104°07′23″E / 28.03619°N 104.12302°E                                                        | 清                                                                                 |            | 五层六边形楼阁式石塔                                       | 5米          | 市级     |      |
| 石门关字库塔                     | 石门关字库塔                     | 昭通市大关县寿山镇寿山村莺歌社 27°54′04″N 103°54′31″E / 27.90116°N 103.90874°E                                                  | 清咸丰六年（1856年）                                                               | 字库塔     | 五层六边形楼阁式（另说密檐式）实心石塔                     | 5.7米        | 市级     |      |
| 菩提石塔（哈那窝石幢、观音塔）   | 菩提石塔（哈那窝石幢、观音塔）   | 昭通市绥江县绥江县会仪镇 | 清同治八年（1869年），1924年重建                                                   |            | 三层方形楼阁式石塔                                         | 4米          | 县级     |      |
| 虹溪文笔塔                       | 虹溪文笔塔                       | 红河州弥勒市虹溪镇文笔村扎营山 24°6′47.74″N 103°19′14.02″E / 24.1132611°N 103.3205611°E                                         | 清乾隆十三年（1748年）                                                             | 风水塔     | 下部方形石砌，上部圆锥状砖砌                               | 17米         | 省级     |      |
| 竹园文笔塔                       | 竹园文笔塔                       | 红河州弥勒市竹园镇竹园村东 24°06′37″N 103°25′14″E / 24.11025°N 103.42067°E                                                      | 清康熙五十一年（1712年）                                                           | 风水塔     | 七级方形密檐式石塔                                         | 6.5米        | 县级     |      |
| 麟马文笔塔                       | 麟马文笔塔                       | 红河州弥勒市西三乡驎马村 24°36′27″N 103°18′34″E / 24.60756°N 103.30933°E                                                        | 清光绪二十六年（1900年）                                                           | 风水塔     | 圆锥状实心石塔                                             | 8米          | 县级     |      |
| 诺糯古石塔                       | 诺糯古石塔                       | 红河州弥勒市西三镇马龙村委会诺糯村石山上                                                                                        |                                                                                    |            | 共3座，圆锥状石塔                                          | 4米          | 县级     |      |
| 三台寺和尚塔                     | 三台寺和尚塔                     | 红河州弥勒市五山乡围所村东南 24°09′24″N 103°16′09″E / 24.15669°N 103.26908°E                                                    | 清，2009年重修                                                                     | 墓塔       | 共4座                                                      | —            | 县级     |      |
| 小龙潭文笔塔                     | 小龙潭文笔塔                     | 红河州开远市小龙潭镇则旧村委会梅塘村文笔坡 23°49′17″N 103°10′35″E / 23.82141°N 103.17630°E                                      | 清乾隆二十二年（1753年）                                                           | 风水塔     | 七级方形密檐式实心石塔                                     | 15米         | 市级     |      |
| 崇文塔                           | 崇文塔                           | 红河州建水县临安镇桂林街玉皇阁后殿前 23°37′02″N 102°49′47″E / 23.61730°N 102.82984°E                                            | 清道光六年（1826年）                                                               |            | 十八级方形密檐式实心砖塔                                   | 20米         | 全国     |      |
| 建水文笔塔                       | 建水文笔塔                       | 红河州建水县临安镇西湖村委会西湖村拜佛山 23°35′16″N 102°49′04″E / 23.58781°N 102.81771°E                                        | 清道光八年（1828年）                                                               | 风水塔     | 实心石塔                                                   | 31.4米       | 省级     |      |
| 心明惺禅师墓塔                   | 心明惺禅师墓塔                   | 文山州文山市马塘镇杨柳河村西向约200米后山坡上 23°27′45″N 104°04′15″E / 23.46254°N 104.07071°E                                   | 清康熙六十年（1722年）                                                             | 墓塔       | 宝瓶式石塔                                                 |              | 县级     |      |
| 文山白塔                         | 文山白塔                         | 文山州文山市德厚镇乐西村东北松山                                                                                                | 清乾隆十七年（1752年）                                                             | 风水塔     | 五级方形密檐式实心石塔                                     | 7米          |          |      |
| 多宝座和尚塔                     | 多宝座和尚塔                     | 文山州丘北县曰者镇中学后围墙处 24°10′17″N 104°00′38″E / 24.17135°N 104.01053°E                                                  | 清道光三十年（1850年）                                                             | 墓塔       | 二层方形幢式石塔                                           | 3.53米       | 县级     |      |
| 锦屏文笔塔                       | 锦屏文笔塔                       | 文山州丘北县锦屏镇青龙山顶 24°2′12.84″N 104°12′3.31″E / 24.0369000°N 104.2009194°E                                              | 清咸丰三年（1853年）                                                               | 风水塔     | 七级方形密檐式空心石塔                                     | 22米         | 省级     |      |
| 广南雁塔（文笔塔）               | 广南雁塔（文笔塔）               | 文山州广南县莲城镇坝洒村东侧三台坡 23°59′2.08″N 105°3′9.58″E / 23.9839111°N 105.0526611°E                                       | 清嘉庆十八年（1813年），咸丰元年（1851年）重修                                     | 风水塔     | 九级六边形密檐式空心砖塔                                   | 36.8米       | 省级     |      |
| 文华东文笔塔                     | 文华东文笔塔                     | 临沧市临翔区凤翔街道文华村文东山顶 23°50′50″N 100°07′15″E / 23.84734°N 100.12080°E                                              | 清光绪二十九年（1903年）                                                           | 风水塔     | 九级方形密檐式空心砖塔                                     | 20米         | 市级     |      |
| 红龟山塔                         | 红龟山塔                         | 临沧市凤庆县凤山镇金平村红龟山顶 24°34′00″N 99°57′44″E / 24.56658°N 99.96213°E                                                  | 清光绪十四年（1888年）                                                             | 风水塔     | 十六级方形密檐式空心砖塔                                   | 40米         | 市级     |      |
| 云州文笔塔                       | 云州文笔塔                       | 临沧市云县爱华镇爱华社区瓶罐窑村火石山顶 24°27′13″N 100°08′32″E / 24.45370°N 100.14222°E                                        | 清乾隆四十七年（1782年）                                                           | 风水塔     | 八级方形密檐式实心砖塔                                     | 17.1米       | 市级     |      |
| 文冒振文塔                       | 文冒振文塔                       | 普洱市景东县漫湾镇文冒村文笔山 24°33′01″N 100°31′23″E / 24.55020°N 100.52299°E                                                  | 清道光十一年（1831年）                                                             | 风水塔     | 八级方形密檐式实心石塔                                     | 11.5米       | 市级     |      |
| 南鲸山文笔塔                     | 南鲸山文笔塔                     | 普洱市景东县文井镇文华村南鲸山 24°11′24″N 101°00′15″E / 24.19000°N 101.00413°E                                                  | 清康熙年间                                                                         | 风水塔     | 九级方形密檐式空心砖塔                                     | 21米         | 市级     |      |
| 孔雀山凌云塔                     | 孔雀山凌云塔                     | 普洱市景东县锦屏镇斗阁村孔雀山 24°25′05″N 100°52′51″E / 24.41801°N 100.88092°E                                                  | 清乾隆四十五年（1780年）                                                           | 风水塔     | 七级六边形密檐式空心砖塔                                   | 23米         | 县级     |      |
| 五台山文笔塔                     | 五台山文笔塔                     | 普洱市镇沅县按板镇玉河村文畔山五山小组五台山顶上 23°52′50″N 100°49′17″E / 23.88068°N 100.82126°E                                | 清光绪四年（1878年）                                                               | 风水塔     | 六级方形密檐式空心砖塔                                     | 13米         | 市级     |      |
| 梨花坞佛塔                       | 梨花坞佛塔                       | 保山市隆阳区兰城街道王官社区西南九隆岗                                                                                          | 清顺治十八年（1661年）                                                             | 佛塔       | 覆钵式石塔                                                 | 5.3米        | 市级     |      |
| 小米地白塔                       | 小米地白塔                       | 丽江市玉龙县大具乡白麦村委会小米地村 27°19′58″N 100°14′21″E / 27.33284°N 100.23910°E                                            | 清光绪三十三年（1907年）                                                           | 风水塔     | 五级方形密檐式塔                                           |              | 县级     |      |
| 大龙塔                           | 大龙塔                           | 怒江州兰坪县金顶镇大龙村委会大公甸村西面 26°26′03″N 99°25′32″E / 26.43406°N 99.42547°E                                          | 清                                                                                 | 风水塔     | 六级方形密檐式空心石塔                                     | 7.4米        | 县级     |      |
| 班卡文笔塔                       | 班卡文笔塔                       | 临沧市永德县班卡乡班卡村委会文体服务中心 24°01′07″N 99°28′36″E / 24.01854°N 99.47678°E                                          | 清光绪二十三年（1897年）                                                           | 风水塔     | 七级方形密檐式砖石塔                                       | 8米          | 市级     |      |
| 小厂文笔塔                       | 小厂文笔塔                       | 德宏州梁河县小厂乡龙塘村 | 清嘉庆四年（1799年）                                                               | 风水塔     | 六级六边形土塔                                             | 9.7米        | 市级     |      |
| 昙华寺映空和尚塔                 | 昙华寺映空和尚塔                 | 昆明市盘龙区青云街道昙华寺内 | 民国十一年（1922年）                                                               | 墓塔       | 覆钵式石塔                                                 | 5米          |          |      |
| 华亭寺海会塔                     | 华亭寺海会塔                     | 昆明市西山区碧鸡街道西山森林公园华亭寺右侧                                                                                      | 民国十二年（1923年）                                                               | 墓塔       | 覆钵式石塔                                                 | 3.5米        |          |      |
| 棋台文笔塔                       | 棋台文笔塔                       | 昆明市西山区团结街道棋台村笔架山腰                                                                                              | 民国二十二年（1933年）                                                             | 风水塔     | 圆柱体石塔                                                 | 6.6米        | 县级     |      |
| 高兴文笔塔                       | 高兴文笔塔                       | 大理州大理市挖色镇高兴村东南2公里田间 25°50′35″N 100°15′38″E / 25.84307°N 100.26068°E                                           | 民国                                                                               | 风水塔     | 六级方形密檐式空心砖石塔                                   | 12米         | 县级     |      |
| 米甸金旦塔                       | 米甸金旦塔                       | 大理州祥云县米甸镇香么所村委会金旦上村 25°45′46″N 100°46′42″E / 25.762677°N 100.778199°E                                        | 民国二十五年（1936年）                                                             | 风水塔     | 十二级方形密檐式空心砖塔                                   | 21米         | 县级     |      |
| 鸡足山楞严塔                     | 鸡足山楞严塔                     | 大理州宾川县鸡足山镇沙址村委会鸡足山天柱峰顶 25°58′24″N 100°21′31″E / 25.973406°N 100.358595°E                                  | 民国二十三年（1934年）                                                             | 佛塔       | 十三级方形密檐式空心砖塔                                   | 42米         | 市级     |      |
| 锁江宝塔（中羊岑回龙山塔）       | 锁江宝塔（中羊岑回龙山塔）       | 大理州剑川县羊岑乡中羊村白石江南岸 26°28′22″N 99°49′31″E / 26.47273°N 99.82514°E                                                | 民国七年（1918年）                                                                 | 风水塔     | 八级（另说七级）方形密檐式实心石塔                         | 12米         | 县级     |      |
| 沙窝地风水塔                     | 沙窝地风水塔                     | 楚雄州禄丰市黑井镇三合村委会沙窝地村西北的山顶上 25°21′11″N 101°44′51″E / 25.35306°N 101.74754°E                                | 民国初年                                                                           | 风水塔     | 三级方形密檐式石塔                                         | 9米          | 县级     |      |
| 化佛山慧光塔                     | 化佛山慧光塔                     | 楚雄州牟定县共和镇庆丰村委会化佛山心佛林寺前 25°19′34″N 101°25′27″E / 25.32620°N 101.42409°E                                    | 民国三十七年（1948年）                                                             | 墓塔       | 五级六边形密檐式石塔                                       | 5.4米        | 县级     |      |
| 比丘尼塔                         | 比丘尼塔                         | 楚雄州永仁县永定镇太平地村委会方山风景区望江岭                                                                                  | 民国二十七年（1938年）                                                             | 墓塔       | 六边形须弥座覆钵式塔                                       | 2.6米        | 县级     |      |
| 北城焕文塔                       | 北城焕文塔                       | 玉溪市红塔区北城街道北城社区南侧农田中 24°25′27″N 102°32′57″E / 24.42418°N 102.54903°E                                          | 民国元年（1912年）                                                                 | 风水塔     | 三级六方形密檐式空心石塔                                   | 11.7米       | 县级     |      |
| 镇雾塔                           | 镇雾塔                           | 玉溪市通海县秀山街道秀山公园旁西山上                                                                                            | 明始建，民国十四年（1925年）重建                                                   | 风水塔     | 七级方形密檐式石塔                                         | 10米         |          |      |
| 畔富塔                           | 畔富塔                           | 玉溪市通海县秀山街道秀山公园普光寺内                                                                                            | 元初始建                                                                           |            | 八级方形密檐式实心砖石塔                                   | 6米          |          |      |
| 铁牛塔                           | 铁牛塔                           | 玉溪市通海县秀山街道秀山公园普光寺内                                                                                            | 元始建                                                                             |            | 九级方形密檐式实心砖石塔                                   | 7.5米        |          |      |
| 秀山双文笔塔                     | 秀山双文笔塔                     | 玉溪市通海县秀山街道秀山公园苗圃大门前                                                                                          | 明初始建                                                                           | 风水塔     | 八级（另说七级）方形密檐式实心砖石塔                       | 4.6米        |          |      |
| 来宾石塔                         | 来宾石塔                         | 曲靖市宣威市来宾街道来宾村委会第一村民小组南150米处耕地中 26°19′20″N 104°09′40″E / 26.32233°N 104.16119°E                       | 民国元年（1912年）                                                                 |            | 五级（另说六级）六边形密檐式实心石塔                       | 12米         | 县级     |      |
| 翠华寺佛塔                       | 翠华寺佛塔                       | 昭通市大关县翠华镇翠屏村中学社翠华寺                                                                                            | 民国十七年（1928年）                                                               | 佛塔       | 七级六边形楼阁式（另说密檐式）石塔                         | 5.15米       | 市级     |      |
| 玉砚塔                           | 玉砚塔                           | 临沧市凤庆县诗礼乡孔兴村 24°54′49.2″N 99°57′12.2″E / 24.913667°N 99.953389°E                                                    | 民国                                                                               |            | 十三级方形密檐式空心砖塔                                   | 30米         | 市级     |      |
| 营盘文笔塔                       | 营盘文笔塔                       | 普洱市景谷县永平镇迁营办事处迁营村民小组景临公路旁 23°26′24″N 100°24′00″E / 23.43992°N 100.39993°E                              | 民国三十四年（1945年）                                                             | 风水塔     | 七级六边形密檐式砖塔                                       | 15.7米       | 市级     |      |
| 石鼓白塔（望城坡白塔）           | 石鼓白塔（望城坡白塔）           | 丽江市玉龙县石鼓镇凤山村山巅 26°51′14″N 99°57′36″E / 26.85383°N 99.96013°E                                                      | 民国六年（1917年）                                                                 | 风水塔     | 五级方形密檐式实心石塔                                     | 11米         |          |      |
| 勐旺塔                           | 勐旺塔                           | 临沧市临翔区章驮乡勐旺村忙公山顶 23°56′28.75″N 100°2′8.30″E / 23.9413194°N 100.0356389°E                                        | 明天启元年（1621年）                                                               | 上座部佛塔 | 七级八边形实心砖石塔                                       | 16.6米       | 全国     |      |
| 西北塔（西文笔塔、西塔）         | 西北塔（西文笔塔、西塔）         | 临沧市临翔区忙畔街道忙令社区忙巩村团山顶 23°53′31.85″N 100°4′3.22″E / 23.8921806°N 100.0675611°E                                | 明天启元年（1621年）                                                               | 上座部佛塔 | 七级八边形实心砖塔                                         | 15.7米       | 全国     |      |
| 铁城佛塔                         | 铁城佛塔                         | 德宏州芒市勐焕街道胞波路步行街上段北侧 24°26′18.74″N 98°35′2.94″E / 24.4385389°N 98.5841500°E                                   | 清康熙始建                                                                         | 上座部佛塔 | 主塔及4座小塔，泰式实心砖塔                                | 11.6米       | 省级     |      |
| 户弄树包塔                       | 户弄树包塔                       | 德宏州芒市遮放镇户弄村委会户弄小组寨子旁 24°15′44″N 98°14′57″E / 24.26222°N 98.24917°E                                          | 明                                                                                 | 上座部佛塔 |                                                            |              | 县级     |      |
| 芒赛石塔                         | 芒赛石塔                         | 德宏州芒市风平镇芒赛村委会芒赛小组奘房前 24°27′07″N 98°32′00″E / 24.45208°N 98.53340°E                                          | 清                                                                                 | 上座部佛塔 | 方形石塔                                                   | 2.7米        | 县级     |      |
| 允燕塔（勐町塔）                 | 允燕塔（勐町塔）                 | 德宏州盈江县平原镇允燕社区允燕山西北麓 24°41′47.26″N 97°56′53.88″E / 24.6964611°N 97.9483000°E                                  | 民国三十六年（1947年）                                                             | 上座部佛塔 | 主塔及40座小塔，缅式覆钵形实心砖塔                         | 24.9米       | 全国     |      |
| 允罕树包塔                       | 允罕树包塔                       | 德宏州陇川县景罕镇景罕村委会允罕村民小组寨心的盆地平台上                                                                        | 清                                                                                 | 上座部佛塔 | 实心砖塔                                                   | 5米          | 县级     |      |
| 弄糯圈墓塔                       | 弄糯圈墓塔                       | 德宏州陇川县王子树乡罗朗村委会弄糯老寨村民小组东南脚约200米处的缓坡平台上                                                       | 清                                                                                 | 墓塔       |                                                            | 3.2米        | 县级     |      |
| 勐卧佛寺双塔                     | 树包塔（东塔）                   | 普洱市景谷县威远镇威远街村大寨村民小组 23°29′35.92″N 100°41′58.60″E / 23.4933111°N 100.6996111°E                                | 明末清初                                                                           | 上座部佛塔 |                                                            | 10.7米       | 全国     |      |
| 勐卧佛寺双塔                     | 塔包树（西塔）                   | 普洱市景谷县威远镇威远街村大寨村民小组 23°29′35.92″N 100°41′58.60″E / 23.4933111°N 100.6996111°E                                | 明末清初                                                                           | 上座部佛塔 | 7.2米                                                      |              | 全国     |      |
| 贺井塔                           | 贺井塔                           | 普洱市江城县整董镇曼贺井村 22°29′20″N 101°30′35″E / 22.48893°N 101.50982°E                                                      | 清道光始建，民国十七年（1928年）重修                                               | 上座部佛塔 | 方形砖塔                                                   | 7.5米        | 省级     |      |
| 芒洪八角塔                       | 芒洪八角塔                       | 普洱市澜沧县惠民镇芒景村芒洪寨 22°08′46″N 100°00′50″E / 22.14615°N 100.01391°E                                                  | 清                                                                                 | 上座部佛塔 | 八边形重檐亭阁式空心砖石塔                                 | 5.8米        | 县级     |      |
| 曼飞龙塔（塔糯庄龙）             | 曼飞龙塔（塔糯庄龙）             | 西双版纳州景洪市勐龙镇曼飞龙村后山 21°36′2.88″N 100°41′11.29″E / 21.6008000°N 100.6864694°E                                     | 傣历565年（南宋嘉泰二年，1202年）始建，清重修                                      | 上座部佛塔 | 主塔及8座小塔，泰式覆钵形实心砖塔                          | 16.29米      | 全国     |      |
| 景莱神树白塔                     | 景莱神树白塔                     | 西双版纳州勐海县打洛镇城子村委会景莱村（勐景来景区内） 21°42′11″N 100°04′57″E / 21.70296°N 100.08255°E                          | 清                                                                                 | 上座部佛塔 |                                                            |              | 县级     |      |
| 曼垒双塔                         | 曼垒双塔                         | 西双版纳州勐海县勐遮镇曼恩村委会曼垒村民小组                                                                                    | 傣历1126年（清乾隆二十九年，1764年）始建                                           | 上座部佛塔 |                                                            |              | 县级     |      |
| 曼崩铜塔（塔端董）               | 曼崩铜塔（塔端董）               | 西双版纳州勐腊县勐腊镇曼崩村 21°28′11.78″N 101°34′8.33″E / 21.4699389°N 101.5689806°E                                           | 清                                                                                 | 上座部佛塔 | 三层八边形砖塔                                             | 11米         | 省级     |      |
| 曼梭醒塔（塔庄董）               | 曼梭醒塔（塔庄董）               | 西双版纳州勐腊县勐仑镇曼梭醒村 21°52′54″N 101°16′10″E / 21.88170°N 101.26939°E                                                  | 清                                                                                 | 上座部佛塔 | 泰式塔                                                     | 12.8米       | 县级     |      |
| 勐仑城子塔                       | 勐仑城子塔                       | 西双版纳州勐腊县勐仑镇政府城子村西1公里处 21°55′29″N 101°14′28″E / 21.92485°N 101.24106°E                                       | 清                                                                                 | 上座部佛塔 | 主塔及4座小塔，泰式塔                                      | 13.4米       | 县级     |      |
| 芒蚌佛塔                         | 芒蚌佛塔                         | 普洱市思茅区思茅港镇芒蚌村东 | 清                                                                                 | 上座部佛塔 | 三层鼓形石塔                                               | 4.5米        |          |      |

### 脚注
1. ↑  中国古塔全谱（2023年），第Ⅴ页
2. ↑  云南古建筑（2015年），第42页
3. 1 2 3  云南省志·卷六十二·文物志（2004年），第274页
4. 1 2 3 4  云南古建筑（2015年），第48页
5. 1 2 3  云南省志·卷六十二·文物志（2004年），第276页
6. ↑  孙健. . . 昆明: 云南大学出版社. 2023: 248-249. ISBN 978-7-5482-4933-7.
7. 1 2 3 4 5 6 7 8 9 10 11 12 13 14 15  云南省志·卷六十二·文物志（2004年），第288页
8. ↑  大理古塔（2021年），第194页
9. ↑  中国文物地图集·云南分册（2001年），第1页
10. 1 2  云南古建筑（2015年），第49页
11. 1 2 3 4 5 6 7  云南省志·卷六十二·文物志（2004年），第275页
12. 1 2 3 4  云南省志·卷六十二·文物志（2004年），第279页
13. ↑  南天佛国：南诏大理佛教历史与文化（2023年），第308页
14. ↑  扬玠. . 昆明师范学院学报（哲学社会科学版）. 1982, (1): 71–72, 75. ISSN 1000-5110. CNKI YNSF198201017.
15. ↑  段玉明. . 四川文物. 2007, (1): 74–76. ISSN 1003-6962. CNKI SCWW200701011.
16. ↑  李昆声 (编). . 昆明: 云南大学出版社. 2019: 584-585. ISBN 978-7-5482-3218-6.
17. 1 2 3  大理古塔（2021年），第91页
18. ↑  南天佛国：南诏大理佛教历史与文化（2023年），第312页
19. 1 2 3  云南省志·卷六十二·文物志（2004年），第277页
20. 1 2  大理州文物保护单位大全（2016年），第21页
21. 1 2 3 4  云南省志·卷六十二·文物志（2004年），第278页
22. ↑  政协祥云县委员会 (编). . 昆明: 云南云南民族出版社. 2018: 3. ISBN 978-7-5367-7948-8.
23. 1 2  国家文物局. . 北京: 文物出版社. 2021: 314. ISBN 978-7-5010-6984-2.
24. 1 2  云南古建筑（2015年），第50页
25. 1 2 3 4 5 6 7 8  云南省志·卷六十二·文物志（2004年），第282页
26. 1 2 3 4 5  中国古塔全谱（2023年），第849页
27. 1 2  中国古塔全谱（2023年），第853页
28. ↑  云南古塔建筑 上册（2008年），第39页
29. 1 2  云南古塔建筑 上册（2008年），第68页
30. ↑  云南古建筑（2015年），第53页
31. ↑  . 昆明市五华区人民政府. 2021-10-25  [2025-03-01].
32. ↑  卓维华; 朱净宇 (编). . 昆明: 云南人民出版社. 2001: 211. ISBN 978-7-222-03024-4.
33. ↑  中国文物地图集·云南分册（2001年），第2页
34. 1 2  云南古建筑（2015年），第51页
35. ↑  云南古建筑（2015年），第58页
36. ↑  中国文物地图集·云南分册（2001年），第13页
37. 1 2  云南古塔建筑 上册（2008年），第25页
38. ↑  中国文物地图集·云南分册（2001年），第39页
39. ↑  云南省志·卷六十二·文物志（2004年），第179页
40. ↑  云南古塔建筑 上册（2008年），第145页
41. 1 2 3 4 5 6  云南省志·卷六十二·文物志（2004年），第287页
42. 1 2 3 4 5  大理州文物保护单位大全（2016年），第92页
43. 1 2 3  大理古塔（2021年），第195页
44. 1 2  大理古塔（2021年），第108页
45. ↑  大理州文物保护单位大全（2016年），第67页
46. 1 2  大理古塔（2021年），第119页
47. ↑  大理古塔（2021年），第120页
48. ↑  大理州文物保护单位大全（2016年），第215页
49. 1 2 3 4  大理古塔（2021年），第121页
50. 1 2 3  大理古塔（2021年），第118页
51. ↑  . 大理州人民政府门户网站. 2023-10-23  [2023-10-26]. （原始内容存档于2023-10-26）.
52. ↑  云南古建筑（2015年），第54页
53. ↑  大理州文物保护单位大全（2016年），第59页
54. 1 2  云南古塔建筑 上册（2008年），第111页
55. 1 2 3  大理古塔（2021年），第125页
56. 1 2 3 4 5 6 7 8 9  云南省志·卷六十二·文物志（2004年），第289页
57. 1 2 3  大理古塔（2021年），第115页
58. 1 2 3  云南古塔建筑 上册（2008年），第130页
59. 1 2 3  云南古塔建筑 上册（2008年），第123页
60. ↑  大理古塔（2021年），第110页
61. 1 2 3  云南古塔建筑 上册（2008年），第125页
62. ↑  云南古塔建筑 上册（2008年），第132页
63. ↑  大理古塔（2021年），第116页
64. 1 2 3  大理古塔（2021年），第117页
65. 1 2 3  大理古塔（2021年），第123页
66. ↑  大理州文物保护单位大全（2016年），第225页
67. 1 2  大理古塔（2021年），第124页
68. 1 2 3  毕忠松; 陈坚; 王文武. . 古建园林技术. 2011, (1): 28–31, 66. ISSN 1000-7237. CNKI GJYL201101014.
69. ↑  云南古塔建筑 上册（2008年），第52页
70. ↑  云南古塔建筑 上册（2008年），第54页
71. 1 2 3 4 5 6 7 8 9 10 11 12  云南省志·卷六十二·文物志（2004年），第284页
72. ↑  云南古塔建筑 上册（2008年），第51页
73. 1 2 3 4 5 6 7 8 9 10 11 12 13 14  云南省志·卷六十二·文物志（2004年），第283页
74. ↑  云南文庙影像（2017年），第197页
75. 1 2 3  云南文庙影像（2017年），第191页
76. ↑  云南古塔建筑 上册（2008年），第29页
77. ↑  中国古塔全谱（2023年），第848页
78. 1 2  云南古塔建筑 上册（2008年），第21页
79. ↑  中国文物地图集·云南分册（2001年），第14页
80. 1 2  云南古塔建筑 上册（2008年），第38页
81. ↑  云南文庙影像（2017年），第167页
82. ↑  刘世生. . 微信公众平台. 2023-11-13  [2025-01-13].
83. ↑  云南古塔建筑 上册（2008年），第105页
84. ↑  大理州文物保护单位大全（2016年），第83页
85. 1 2  云南古建筑（2015年），第52页
86. ↑  云南古塔建筑 上册（2008年），第112页
87. ↑  邱宣充 (编). . 昆明: 云南科技出版社. 1999: 356. ISBN 7-5416-1056-9.
88. 1 2 3  云南省志·卷六十二·文物志（2004年），第290页
89. 1 2 3  大理古塔（2021年），第150页
90. ↑  云南古建筑（2015年），第60页
91. ↑  大理古塔（2021年），第128页
92. ↑  云南古塔建筑 上册（2008年），第114页
93. ↑  大理州文物保护单位大全（2016年），第169页
94. 1 2 3  云南古塔建筑 上册（2008年），第113页
95. ↑  大理州文物保护单位大全（2016年），第174页
96. ↑  中国古塔全谱（2023年），第870页
97. ↑  大理古塔（2021年），第109页
98. 1 2  云南古塔建筑 上册（2008年），第121页
99. ↑  云南古塔建筑 上册（2008年），第120页
100. ↑  大理州文物保护单位大全（2016年），第66页
101. 1 2  大理古塔（2021年），第133页
102. 1 2  大理古塔（2021年），第138页
103. 1 2 3 4 5 6 7  . 大理文旅. 2022-01-20  [2024-12-24].
104. ↑  张军; 胡常京; 孔令晨. . 华中建筑. 2019, 37 (3): 95–99. ISSN 1003-739X. doi:10.13942/j.cnki.hzjz.2019.03.023. CNKI HZJZ201903023.
105. ↑  云南古塔建筑 上册（2008年），第116页
106. ↑  大理古塔（2021年），第140页
107. 1 2 3 4 5 6  大理古塔（2021年），第141页
108. 1 2 3 4 5  大理古塔（2021年），第162页
109. 1 2 3 4 5 6  大理古塔（2021年），第142页
110. 1 2 3  大理古塔（2021年），第143页
111. 1 2  大理州文物保护单位大全（2016年），第107页
112. ↑  大理州文物保护单位大全（2016年），第105页
113. ↑  大理古塔（2021年），第144页
114. 1 2  云南古塔建筑 上册（2008年），第128页
115. ↑  大理古塔（2021年），第111页
116. 1 2 3  云南古塔建筑 上册（2008年），第131页
117. 1 2 3  大理州文物保护单位大全（2016年），第73页
118. ↑  云南文庙影像（2017年），第163页
119. 1 2  云南古塔建筑 上册（2008年），第44页
120. ↑  云南古塔建筑 上册（2008年），第43页
121. 1 2 3 4 5 6 7 8 9 10 11  云南省志·卷六十二·文物志（2004年），第285页
122. 1 2  云南文庙影像（2017年），第194页
123. 1 2  中国古塔全谱（2023年），第876页
124. 1 2 3  云南古塔建筑 上册（2008年），第45页
125. ↑  禄丰发布（禄丰市融媒体中心）. . 微信公众平台. 2022-08-30  [2025-01-09].
126. 1 2  云南古塔建筑 上册（2008年），第46页
127. 1 2  云南古塔建筑 上册（2008年），第47页
128. 1 2  云南文庙影像（2017年），第198页
129. 1 2 3  楚雄文旅. . 微信公众平台. 2022-12-17  [2025-03-02].
130. 1 2  云南古塔建筑 上册（2008年），第55页
131. ↑  云南古塔建筑 上册（2008年），第56页
132. ↑  云南古塔建筑 上册（2008年），第60页
133. 1 2  云南文庙影像（2017年），第173页
134. ↑  云南古塔建筑 上册（2008年），第61页
135. 1 2 3  云南古塔建筑 上册（2008年），第62页
136. ↑  . 通海县人民政府. 2022-01-17  [2024-12-22].
137. 1 2  中国古塔全谱（2023年），第855页
138. ↑  云南古塔建筑 上册（2008年），第59页
139. 1 2  云南古塔建筑 上册（2008年），第58页
140. 1 2 3 4  中国古塔全谱（2023年），第857页
141. ↑  云南古塔建筑 上册（2008年），第71页
142. 1 2 3 4 5 6 7  云南省志·卷六十二·文物志（2004年），第281页
143. ↑  云南古塔建筑 上册（2008年），第73页
144. 1 2  中国古塔全谱（2023年），第878页
145. ↑  云南文庙影像（2017年），第201页
146. 1 2 3 4 5 6 7 8 9 10 11 12 13 14  云南省志·卷六十二·文物志（2004年），第286页
147. 1 2  弥勒市博物馆. . 微信公众平台. 2024-11-08  [2025-03-02].
148. 1 2  弥勒市融媒体中心. . 微信公众平台. 2015-10-28  [2025-03-02].
149. 1 2  云南文庙影像（2017年），第203页
150. 1 2  云南古塔建筑 上册（2008年），第74页
151. ↑  . 《中国大百科全书》第三版网络版.   [2023-09-05]. （原始内容存档于2023-09-05）.
152. 1 2  七都晚刊. . 微信公众平台. 2016-01-16  [2025-03-02].
153. 1 2 3  云南古塔建筑 上册（2008年），第79页
154. 1 2 3 4  中国古塔全谱（2023年），第880页
155. ↑  云南古塔建筑 上册（2008年），第81页
156. ↑  云南古塔建筑 上册（2008年），第80页
157. 1 2  云南古塔建筑 上册（2008年），第82页
158. 1 2 3 4 5 6 7 8 9 10  云南省志·卷六十二·文物志（2004年），第291页
159. ↑  云南古塔建筑 上册（2008年），第85页
160. 1 2  云南古塔建筑 上册（2008年），第84页
161. ↑  杨永波. . 云南网. 2024-05-27  [2024-12-25].
162. ↑  云南文庙影像（2017年），第187页
163. 1 2 3  云南古塔建筑 上册（2008年），第89页
164. ↑  云南古塔建筑 上册（2008年），第88页
165. 1 2 3  云南文庙影像（2017年），第185页
166. ↑  云南古塔建筑 上册（2008年），第91页
167. 1 2 3  云南文庙影像（2017年），第182页
168. 1 2 3  中国古塔全谱（2023年），第851页
169. 1 2 3  大理州文物保护单位大全（2016年），第97页
170. 1 2 3  云南古塔建筑 上册（2008年），第146页
171. 1 2  云南古塔建筑 上册（2008年），第126页
172. ↑  大理州文物保护单位大全（2016年），第108页
173. ↑  大理古塔（2021年），第155页
174. 1 2 3  云南古塔建筑 上册（2008年），第48页
175. 1 2  牟定发布（中共牟定县委宣传部）. . 微信公众平台. 2015-09-16  [2025-01-14].
176. ↑  云南省永仁县志编纂委员会 (编). . 昆明: 云南人民出版社. 1995: 611. ISBN 7-222-01908-1.
177. ↑  . 永仁县人民政府. 2016-04-26  [2025-01-14].
178. 1 2 3  云南古塔建筑 上册（2008年），第63页
179. 1 2 3  云南古塔建筑 上册（2008年），第64页
180. 1 2 3  云南古塔建筑 上册（2008年），第66页
181. 1 2  云南古塔建筑 上册（2008年），第65页
182. ↑  云南文庙影像（2017年），第172页
183. ↑  云南古塔建筑 上册（2008年），第67页
184. 1 2  云南古塔建筑 上册（2008年），第70页
185. 1 2 3  云南古塔建筑 上册（2008年），第97页
186. 1 2  中国古塔全谱（2023年），第861页
187. 1 2  中国大百科全书总编委会 (编). . . 第三版网络版. 北京: 中国大百科全书出版社 （中文（中国大陆））.
188. ↑  云南古塔建筑 下册（2008年），第4页
189. ↑  云南古塔建筑 下册（2008年），第6页
190. 1 2  云南古塔建筑 下册（2008年），第12页
191. ↑  云南古建筑（2015年），第66页
192. 1 2  . 德宏网. 2024-05-09  [2025-03-02].
193. ↑  云南古塔建筑 下册（2008年），第18页
194. 1 2 3 4 5  云南省志·卷六十二·文物志（2004年），第280页
195. 1 2 3 4  中国古塔全谱（2023年），第858页
196. ↑  杨春 (编). . 银川: 宁夏人民出版社. 2012: 90-91. ISBN 978-7-227-04756-8.
197. ↑  征鹏; 杨胜能 (编). . 昆明: 云南人民出版社. 1999: 13. ISBN 7-222-02725-4.
198. ↑  刘西诺; 何兆阳; 李昆声. . 合肥: 安徽人民出版社. 2022: 142-143. ISBN 978-7-212-10706-2.
199. ↑  蔡鹏顺主编; 云南省勐海县地方志编纂委员会编纂. . 昆明: 云南人民出版社. 1997: 783. ISBN 7-222-02239-2.
200. ↑  征鹏; 杨胜能 (编). . 昆明: 云南人民出版社. 1999: 20-21. ISBN 7-222-02725-4.
201. 1 2 3 4 5 6  中国古塔全谱（2023年），第899页
202. ↑  普洱文旅. . 微信公众平台. 2021-04-10  [2025-03-01]. 芒蚌佛塔是一座建于清代的南传上座部佛教傣族佛塔

### 书目
- 陈泽泓. . 广州: 广东人民出版社. 2023. ISBN 978-7-218-16951-4.
- 陈云峰; 张俊 (编). . 昆明: 云南美术出版社. 2008. ISBN 978-7-80695-797-4.
- 陈云峰; 张俊 (编). . 昆明: 云南美术出版社. 2008. ISBN 978-7-80695-797-4.
- 张沁; 张崇礼. . 昆明: 云南人民出版社. 2021. ISBN 978-7-222-20166-8.
- 云南省地方志编纂委员会; 云南省文化厅 (编). . 昆明: 云南人民出版社. 2004. ISBN 7-222-03901-5.
- 国家文物局; 云南省文化厅 (编). . 昆明: 云南科学技术出版社. 2001. ISBN 7-5416-1120-4.
- 大理州文化体育局 (编). . 昆明: 云南民族出版社. 2016. ISBN 978-7-5367-7247-2.
- 杨大禹 (编). . 北京: 中国建筑工业出版社. 2015. ISBN 978-7-112-18834-5.
- 云南省档案馆.  (PDF). 昆明: 云南民族出版社. 2017  [2022-12-22]. ISBN 978-7-5367-7276-2. （原始内容存档 (PDF)于2023-01-17）.
- 李东红. . 北京: 中华书局. 2023. ISBN 978-7-101-15861-8.

## 延伸阅读
- 丁研.  (硕士论文). 云南大学. 2013.
- 刘延冰.  (硕士论文). 河北建筑工程学院. 2023. CNKI 1023611882.nh.
- 王明生 (编). . 昆明: 云南科技出版社. 1996. ISBN 7-5416-0831-9.
- 史军超; 杨多立. . 昆明: 云南美术出版社. 2000. ISBN 7-80586-738-0.
- 张驭寰. . 天津: 天津大学出版社. 2010. ISBN 7-5618-3371-7.
- 多元汇流——航拍视角下的云南古塔建筑